# ASC Lifetime Achievement Award
Der ASC Lifetime Achievement Award wird von der American Society of Cinematographers seit 1988 anlässlich der jährlichen Verleihung der ASC Awards für das Lebenswerk eines Kameramanns vergeben.
Seit 1990 wird zudem der ASC President’s Award (allerdings nicht nur für Kameramänner, sondern auch für Kameratechnik- und Visual-Effects-Pioniere) und seit 1993 ein International Achievement Award (in der Regel für Nicht-ASC-Mitglieder) verliehen, die ebenfalls als Auszeichnungen für ein Lebenswerk gelten.

## Preisträger des ASC LAA
- 1988: George J. Folsey
- 1989: Joseph F. Biroc
- 1990: Stanley Cortez
- 1991: Charles Lang
- 1992: Philip H. Lathrop
- 1993: Haskell Wexler
- 1994: Conrad L. Hall
- 1995: Gordon Willis
- 1996: Sven Nykvist
- 1997: Owen Roizman
- 1998: Victor J. Kemper
- 1999: Vilmos Zsigmond
- 2000: William A. Fraker
- 2001: Vittorio Storaro
- 2002: László Kovács
- 2003: Bill Butler
- 2004: Michael Chapman
- 2005: Fred J. Koenekamp
- 2006: Richard H. Kline
- 2007: Allen Daviau
- 2008: Stephen H. Burum
- 2009: Jack N. Green
- 2010: Caleb Deschanel
- 2011: Roger Deakins
- 2012: Dante Spinotti
- 2013: Dean Semler
- 2014: Dean Cundey
- 2015: John Bailey
- 2016: John Toll
- 2017: Edward Lachman
- 2018: Russell Carpenter
- 2019: Robert Richardson
- 2020: Frederick Elmes
- 2021: nicht verliehen
- 2022: Ellen Kuras
- 2023: Stephen Goldblatt
- 2024: Don Burgess
- 2025: Andrzej Bartkowiak

## ASC President’s Award
- 1990: Linwood G. Dunn
- 1991: Hans F. Koenekamp
- 1992: Kemp Niver
- 1993: nicht verliehen
- 1994: nicht verliehen
- 1995: William H. Clothier
- 1996: Douglas Trumbull
- 1997: Robert Duvall
- 1998: Albert Maysles
- 1999: Albert Mayer Sr. & Takuo Miyagishima
- 2000: Guy Green
- 2001: Charles F. Wheeler
- 2002: Garrett Brown
- 2003: Ralph Woolsey
- 2004: Howard Anderson Jr.
- 2005: Richard Moore
- 2006: Woody Omens
- 2007: Gerald Hirschfeld
- 2008: Richard Edlund
- 2009: Isidore Mankofsky
- 2010: Sol Negrin
- 2011: Douglas Kirkland
- 2012: Francis Kenny
- 2013: Curtis Clark
- 2014: nicht verliehen
- 2015: Matthew F. Leonetti
- 2016: Bill Bennett
- 2017: Nancy Schreiber
- 2018: Stephen Lighthill
- 2019: nicht verliehen
- 2020: Don McCuaig
- 2021: nicht verliehen
- 2022: John Lindley
- 2023: Charlie Lieberman
- 2024: Amy Vincent
- 2025: John Simmons

## International Achievement Award
- 1993: Freddie Young
- 1994: Jack Cardiff
- 1995: Gabriel Figueroa
- 1996: Henri Alekan
- 1997: Raoul Coutard
- 1998: Freddie Francis
- 1999: Giuseppe Rotunno
- 2000: Oswald Morris
- 2001: Billy Williams
- 2002: Douglas Slocombe
- 2003: Witold Sobociński
- 2004: Miroslav Ondříček
- 2005: Tonino Delli Colli
- 2006: Gilbert Taylor
- 2007: Michael Ballhaus
- 2008: Walter Lassally
- 2009: Donald M. McAlpine
- 2010: Chris Menges
- 2011: John Seale
- 2012: nicht verliehen
- 2013: Robby Müller
- 2014: Eduardo Serra
- 2015: Phil Méheux
- 2016: nicht verliehen
- 2017: Philippe Rousselot
- 2018: Russell Boyd
- 2019: nicht verliehen
- 2020: Bruno Delbonnel
- 2021: nicht verliehen
- 2022: nicht verliehen
- 2023: Darius Khondji
- 2024: nicht verliehen
- 2025: nicht verliehen

## Board of Governors Award
- 2020: Werner Herzog[1][2]
- u. v. a.